# Brevet de technicien
Le brevet de technicien (BT) est un diplôme français classé au niveau IV de l'ancienne nomenclature de 1969, comme le baccalauréat, délivré par les lycées. Dans l'enseignement agricole, il se décline sous la forme du brevet de technicien agricole (BTA). Ces deux diplômes sont supprimés en 1985 au profit du baccalauréat professionnel.

## Présentation
Le brevet de technicien associe un enseignement général à une formation professionnelle. Créé en 1952, le brevet conclu, à l'origine, une formation de 3 ans délivrée par les écoles nationales professionnelles, jusqu'à leur disparition en 1959-1960, puis par les lycées d'enseignement technique. À la suite de l'arrêté du 14 janvier 1964, qui redéfinit les conditions de délivrance du titre de technicien breveté, la préparation au BT est ouverte aux élèves des classes du second cycle de l'enseignement professionnel, aux élèves des établissements techniques privés de même niveau et aux adultes travaillant issus de la promotion sociale. Ce diplôme connaît un développement plutôt rapide, car il fournit une main-d'œuvre qualifiée qui peut prendre place directement aux côtés du personnel d'encadrement. Ainsi, entre 1952 et 1960, plus d'une trentaine de spécialités sont créées. Cette vague de création se poursuit après 1964, comme l'illustre ce versement.  
Au cours des années  1970-1980,  des  réflexions  associant  l'Éducation  nationale  et  le  monde  professionnel  ont  abouti  à  une redéfinition des finalités de certains diplômes afin de répondre au mieux aux exigences du monde professionnel et d'éviter que ces diplômes ne deviennent obsolètes. On assiste donc, à une vague de rénovation du contenu des BT et une transformation de leurs conditions de délivrance. Ainsi en 1983 est créée, pour certaines spécialités de BT, une seconde de détermination qui permet de s'orienter vers un baccalauréat ou un brevet, amputant ainsi le diplôme d'une année de formation. 
Les créations du baccalauréat de technicien en 1968 et du baccalauréat professionnel en 1985, combinées à une volonté de transformer progressivement les brevets en baccalauréats va entraîner un déclin progressif de ce diplôme. La chute du nombre de diplômés va s'accentuer dans les années 1990, au fur et à mesure que les spécialités de BT sont intégrées aux différentes séries du baccalauréat. Ainsi, selon les chiffres publiés par l'Éducation nationale,de plus de 8.300 diplômés dans les années 1990, le nombre décroit pour atteindre près de 2.000 lauréats en 2006. 
Le BT est un diplôme de niveau IV (niveau 4 au RNCP,,), comme le BTA,,.
Au programme, les lycéens recevaient 12 à 17 heures d’enseignements général, et 17 à 25 heures d’enseignements technologiques et professionnels par semaine. Le BT permettait aux jeunes d’entrer directement dans la vie professionnelle ou de poursuivre sur un BTS de la même spécialité. 
Les BT acquis après une seconde générale et technologique : - Collaborateur d’architecte, - Constructions de moules et modèles, - Electroplastie et traitement des surfaces, - Emballage et conditionnement, - Encadrement de chantier (génie civil et BTP), - Industrie et commerce du bois (exploitation, débit et négoce), - Technologie d’entretien des articles textiles, - Etudes et économie de la construction. 
Les BT acquis après une seconde spécifique : - Agencement, - Dessinateur-maquettiste (arts graphiques, cartographie), - Dessinateur en arts appliqués (verrerie, cristallerie, architecture), - Facture instrumentale (assistant luthier), - Métiers de la musique, - Papetier, - Production et utilisation des cuirs et des peaux, - Topographe, - Vêtement (création et mesure).
Depuis 1985 les brevets de techniciens sont progressivement supprimés au profit des Baccalauréats professionnels et des Baccalauréats technologiques.
Actuellement, il ne reste plus qu'un seul Brevet de Technicien : celui des Métiers de la Musique. Il est préparé dans 3 lycées en France : le lycée Jean-Pierre Vernant à Sèvres (établissement public), le lycée du Saint-Yves / Sacré-Cœur à Saint-Brieuc et l'Ensemble Scolaire Claude Daunot Saint Léon IX à Nancy (établissements privés sous contrat avec l'état).
Ce diplôme de niveau bac permet soit la poursuite d'études universitaires, soit l'entrée dans la vie active. De nombreux titulaires de ce B.T.M.M. travaillent dans les milieux musicaux français (opéras, radios, production, etc.)

## Voir également